# أنطون أوقست بيك
أنطون أوقست بيك (بالألمانية: Anton August Beck)‏ هو نقاش أطباق نحاسية ‏ ألماني، ولد في 27 أغسطس 1713 في براونشفايغ في ألمانيا، وتوفي بنفس المكان في 17 مارس 1787.